# Youri Semenov
Yuriy Semenov (Iouri Pavlovitch Semenov) est un ingénieur russe qui a participé au développement des premières fusées soviétiques.

## Biographie
Youri Semenov travaille d'abord sur des projets de missiles, puis rejoint l'OKB-1 en 1984. Il est nommé ensuite sous les ordres de Valentin Glouchko sur les projets Soyouz, Saliout, Mir et Bourane.
Il est directeur de NPO Energia de 1989 à 2005.